# Musée Fragonard

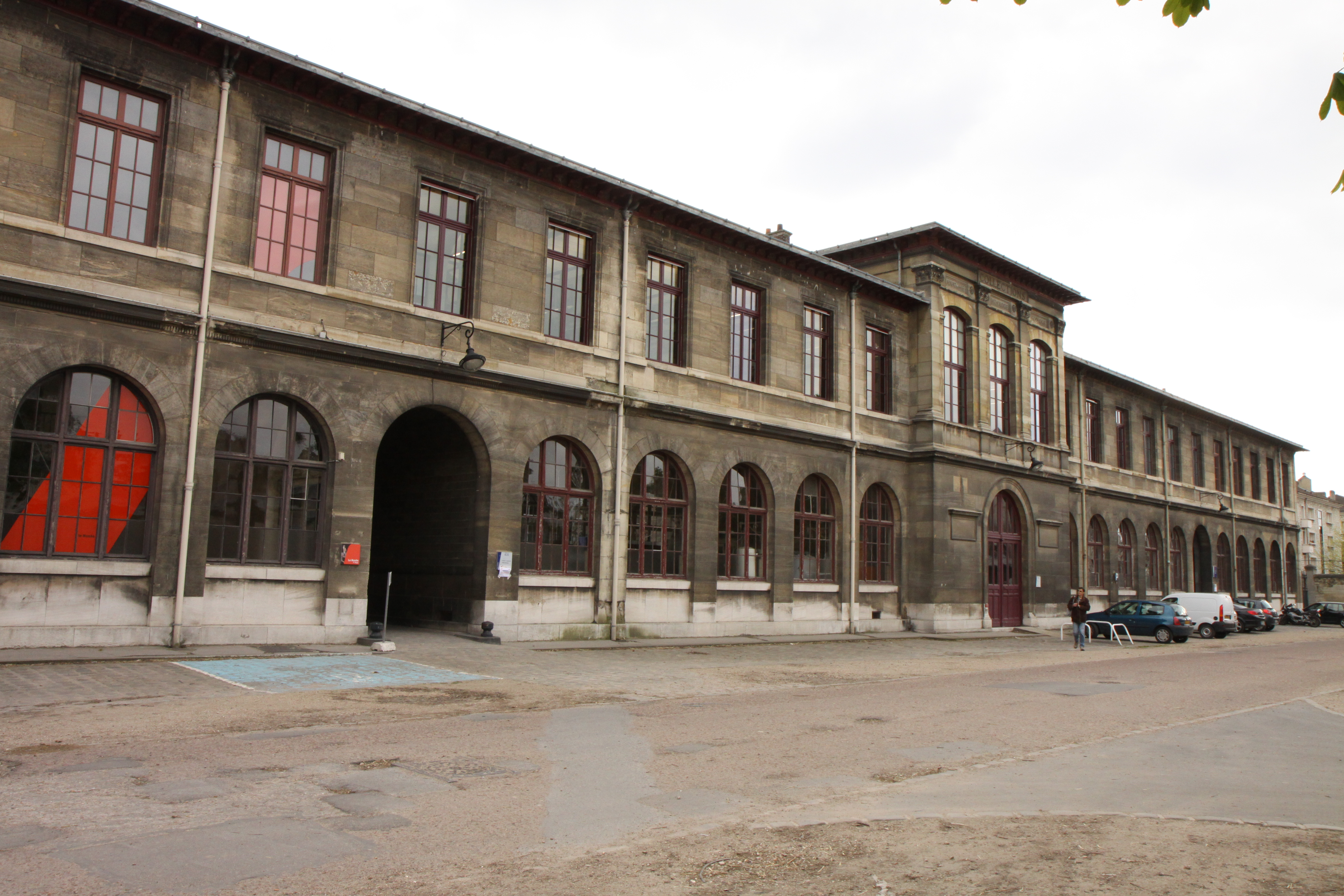
Musée Fragonard in Maisons-Alfort

Das Musée Fragonard in Maisons-Alfort bei Paris ist ein medizingeschichtliches Museum mit historisierendem Ausstellungskonzept der Zeit um 1900. Es ist Teil der tiermedizinischen Hochschule École nationale vétérinaire d’Alfort. Seine Sammlungen zu Anatomie und Tiermedizin reichen bis in die Gründungszeit der 1766 eröffneten Hochschule zurück, und es ist damit eines der ältesten Museen Frankreichs. Benannt ist es seit 2008 nach dem Anatomen Honoré Fragonard (1732–1799), dessen Originalpräparate Kernbestand und bedeutendster Sammlungsteil des Museums sind.

## Geschichte

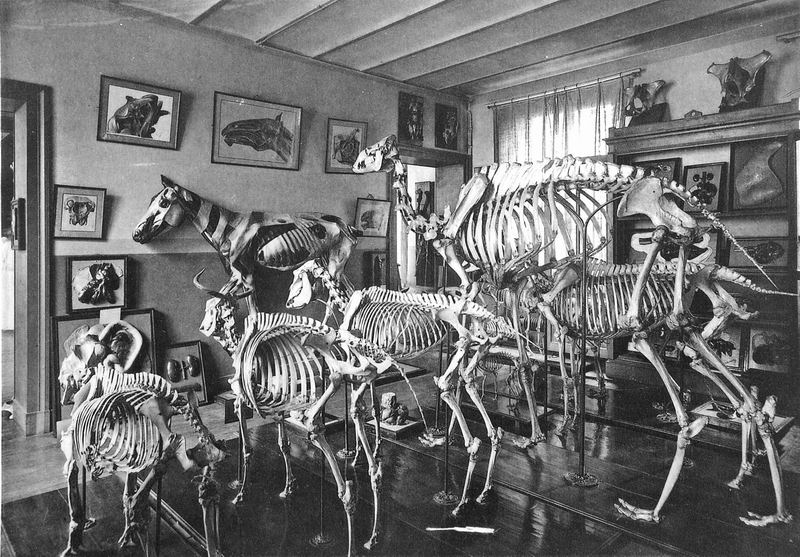
Museumseinrichtung vor 1900

Mit der auf Veranlassung von Claude Bourgelat 1766 in Alfort gegründeten École vétérinaire zur Ausbildung von Tierärzten wurde zu Ehren Ludwigs XV. auch ein Cabinet du Roi („Kabinett des Königs“) eingerichtet. Dieses diente dazu, Unterrichts- und Forschungsobjekte aufzunehmen und in der Tradition von Wunderkammern Kuriositäten auszustellen. Die Aufsicht über die Institution war dem jeweiligen Anatomieprofessor der Veterinärschule übertragen. Das Kabinett war bis zur Französischen Revolution einem interessierten Publikum zugänglich und genoss europaweite Bekanntheit. Seine Einrichtung und seine Sammlungsbestände sind gut dokumentiert, Mitte der 1790er Jahre zählte es 3033 Objekte. Während der Revolution gingen zahlreiche von diesen durch Vernachlässigung, Entsorgung und Verteilung auf andere Institutionen verloren. Allein die damals neu gegründeten Institutionen École de Santé de Paris und Muséum national d’histoire naturelle erhielten sechshundert Objekte.

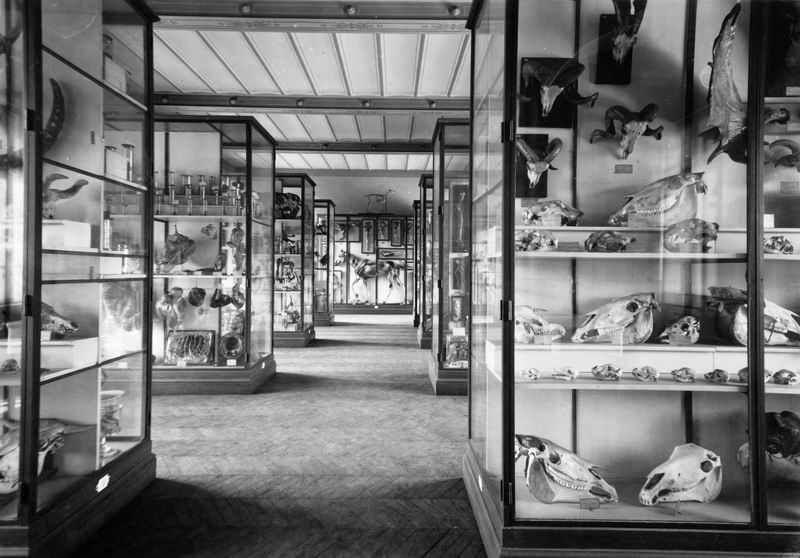
Museumseinrichtung um 1920

Nach 1828 wurde das Kabinett in eine andere Räumlichkeit der Veterinärschule verlegt und hieß nun cabinet des collections („Sammlungskabinett“). Es war nicht mehr öffentlich zugänglich und hatte eher den Charakter eines Depots, aus dem sich die Dozenten für ihren Unterricht bedienten. Die Sammlung wurde mit Objekten aus der Pathologie erweitert und hatte aufgrund ihres Wachstums zunehmend Platzprobleme. Nachdem sie 1900 in größere Räume gezogen war und 1902 ein weiteres Mal eröffnet worden war, erhielt sie die Bezeichnung Museum. Dieses diente nun wieder unmittelbar dem Anatomie- und Pathologieunterricht, der in seinen Räumlichkeiten stattfand, und war auch wieder externen Besuchern geöffnet. Ab den 1920er Jahren gingen die schulische Nutzung und die Besuche allerdings stark zurück. Das Museum blieb bis 1991 abermals geschlossen. Eine umfassende Renovierung der Säle und der Ausstellung zwischen 2006 und 2008 machte die eigene Institutionsgeschichte zum Thema des Museums. Dieses trägt seit der Renovierung und Wiedereröffnung den Namen Honoré Fragonards, erster Leiter (1766–1771) und Anatomieprofessor der Veterinärschule von Alfort, auf dessen Tätigkeit die ältesten und bedeutendsten Exponate zurückgehen.

## Ausstellung
Das Musée Fragonard präsentiert sich stark an den Zustand von 1902 angelehnt. Seine historisierende Einrichtung vermittelt museale Ausstellungskonzepte, wie sie an der Wende vom 19. ins 20. Jahrhundert herrschten. Es präsentiert 4.200 Objekte der Anatomie und Tiermedizin in vier thematisch ausgerichteten Sälen: Vergleichende Anatomie der Organe mit Teratologie (Fehlbildungen), Osteologie (Vergleich des Skelettbaus), Pathologie (Krankheitsbilder) mit Moulagen (Wachspräparate) und Kuriositätenkabinett mit dem wichtigsten Sammlungsteil. Es handelt sich dabei um 21 von Honoré Fragonard noch im 18. Jahrhundert angefertigte Écorchés: Tierische und menschliche Präparate, bei denen zur Darstellung der Anatomie die Haut entfernt, aber Organe und Knochen konserviert wurden. Zentrales Sammlungsstück ist ein Reiter auf galoppierendem Pferd. Andere Écorchés sind Affen, Büsten von erwachsenen Menschen, und Foeten in verschiedenen Bewegungsposen, die ursprünglich um den Reiter gruppiert waren. Offenbar gab es auch zahlreiche Écorchés von Haus- und Wildtieren, die aber meist verloren gingen.

## Galerie

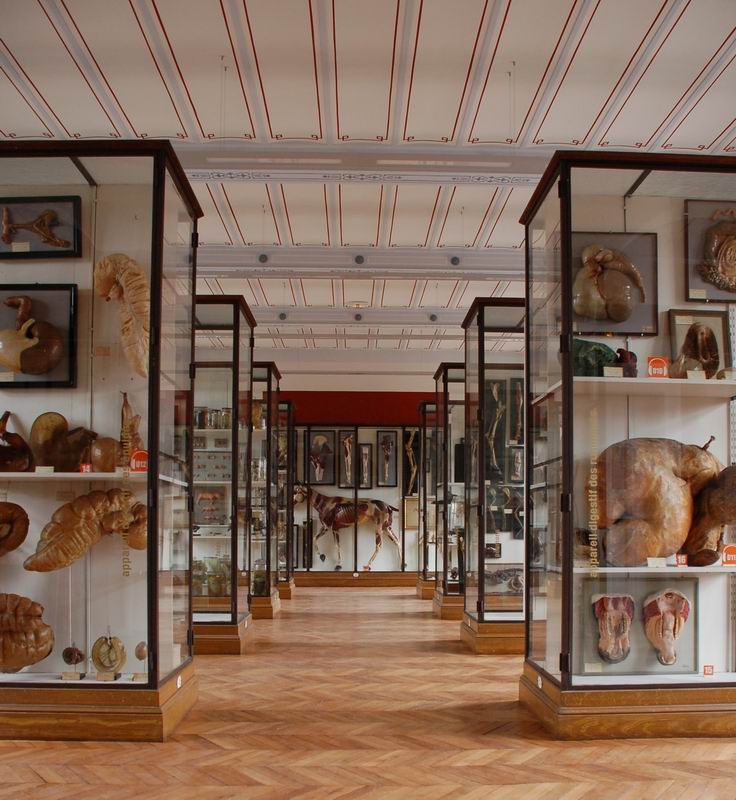
Anatomie-Saal
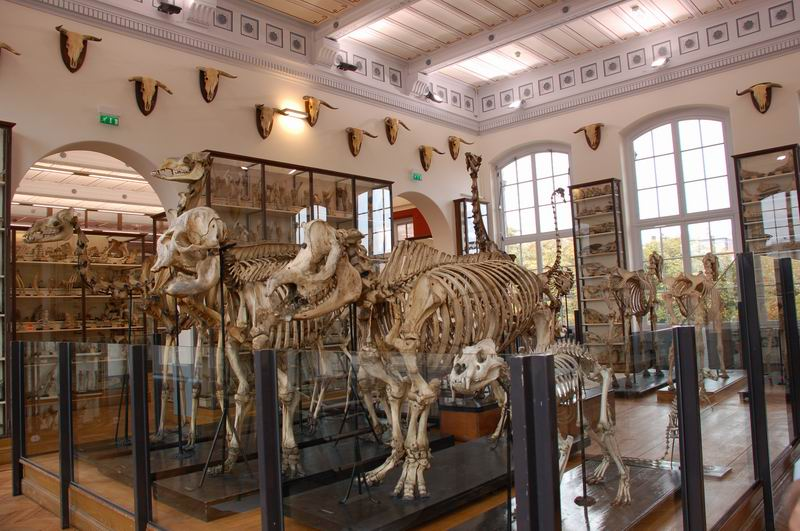
Skelett-Saal
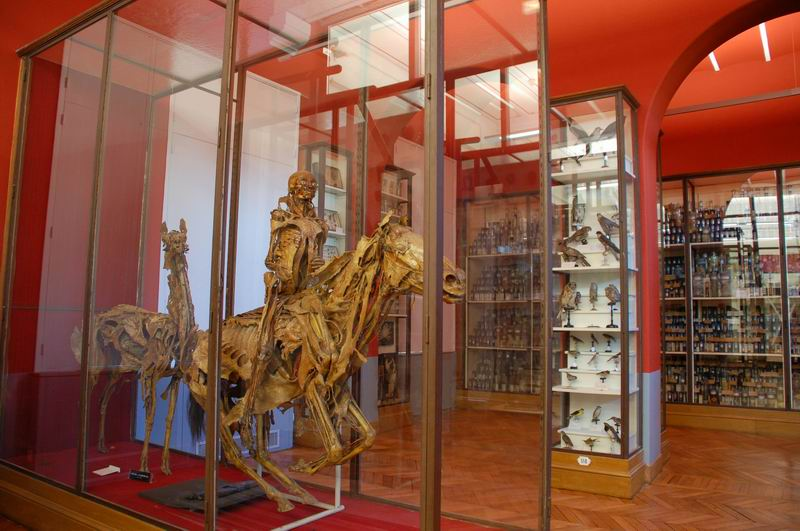
Kuriositätenkabinett mit Reiter auf Pferd
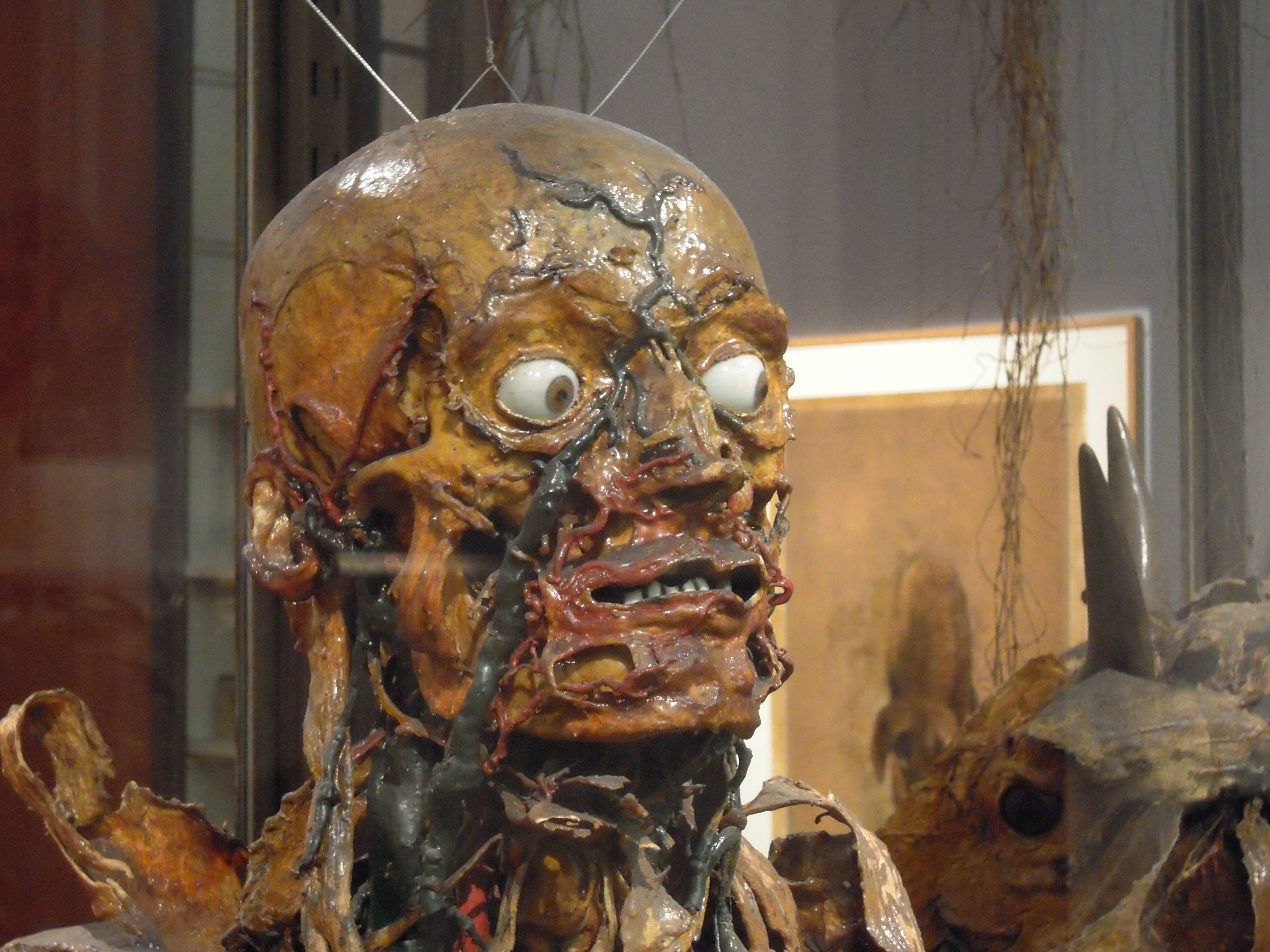
Detail des Reiters